# Нове Киселево
Нове Киселево (рос. Новое Киселёво) — присілок в Поназирьовському районі Костромської області Російської Федерації.
Населення становить 1 особу. Входить до складу муніципального утворення селище Поназирово.

## Історія
У 1962-1965 роках населений пункт належав до Шар'їнського району.
Від 2007 року входить до складу муніципального утворення селище Поназирово.

## Населення
| 2008 | 2010 | 2014 |
| ---- | ---- | ---- |
| 2    | ↗4   | ↘1   |